# Sklopné křídlo

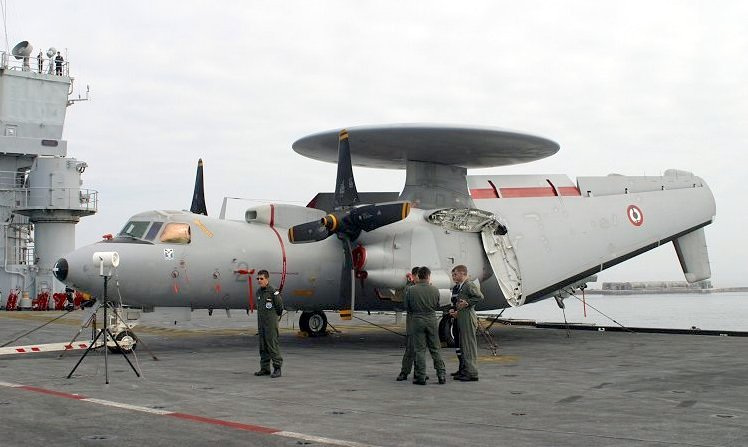
Northrop Grumman E-2 Hawkeye ve složeném stavu na palubě letadlové lodi

Sklopné křídlo, či skládací křídlo, nebo anglicky Folding wing, je označení technického řešení, které umožňuje letounu sklopit křídla, či případně jiné konstrukční části, jako například výškovku a šetřit tím prostor na letadlových lodích.
Výhodou skládacích křídel je úspora zabraného místa na palubě. Díky tomu je možné dodržet určité standardizované rozměry pro každý stroj, z hlediska výšky, šířky a délky, aby se vešel na palubní výtah a do podpalubního hangáru.
Nevýhodou skládacích křídel je složitá konstrukce, zvyšující váhu a nároky na spolehlivost mechanizmu z hlediska mechaniky křídla. Skládací část křídla stále vyžaduje zajištění funkčnosti hydrauliky a elektrifikace.

## Palubní letouny

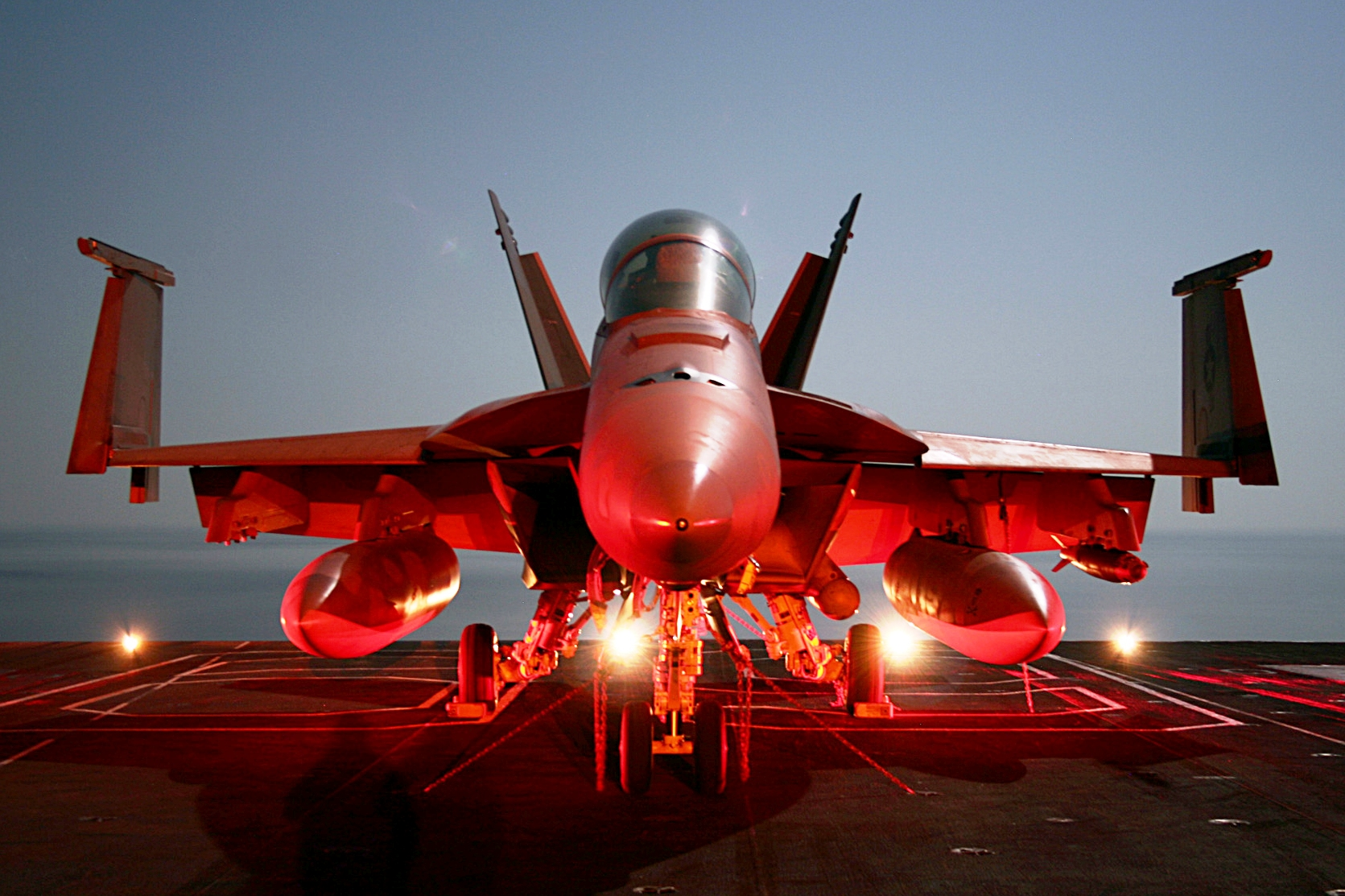
F/A-18 Super Hornet na letové palubě

Provoz letadel na letadlových lodích vedla ke konstrukci sklopného křídla. Tato funkce je proto obvykle implementována na palubních letounech, kde je žádoucí z důvodu úspory prostoru. Sklopné křídlo řeší nejen rozpětí letounu, ale také jeho výšku, proto některé stroje mají sklopnou výškovku, jako například Lockheed S-3 Viking.
Mechanizmus skládání křídel býval přibližně do 40. let 20. století obvykle manuální, křídla proto skládali palubní mechanici. S nástupem větších a výkonnějších letounů začal být celý mechanizmus implementován jako plně automatický.

### Palubní letouny bez systému skládání křídel

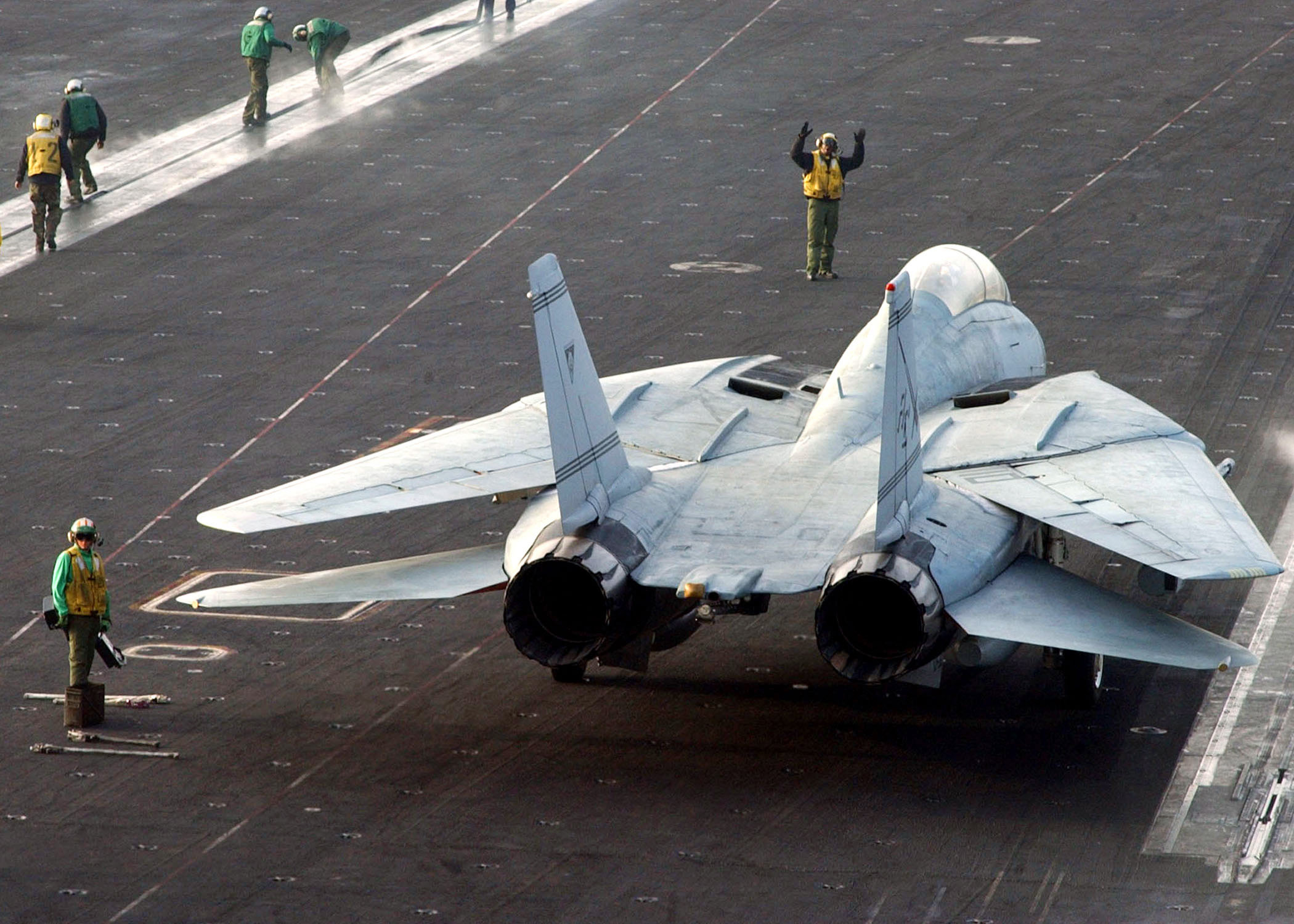
F-14 se složenými křídly

Jednou z výjimek je například palubní Grumman F-14 Tomcat, který nemá přímo skládací křídlo, ale pro zmenšení velikosti využíval změnu geometrie křídla, změnou šípovitosti na 75° pro potřebu uskladnění na palubě. Během letu používal rozsah 20° až 68°.
Další výjimkou mezi moderními palubními letouny, který neměl skládací křídla, je Douglas A-4 Skyhawk, jehož konstrukce byla tak kompaktní, že skládací křídla nepotřeboval. Dalším takovým letounem je BAE Sea Harrier.

## Palubní helikoptéry

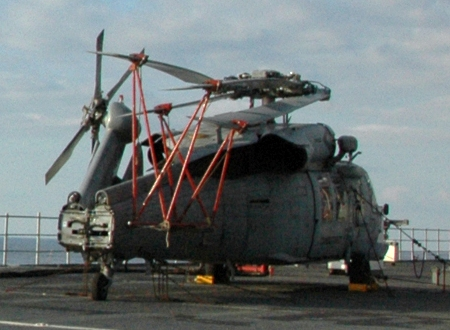
SH-60 Seahawk se složenými listy rotoru a ocasem.

Podobně jako mají klasické letouny skládací křídla, mají i vrtulníky, tedy letadla s rotujícími křídly, skládací rotory. Vzhledem k tomu, že průměr rotorů vrtulníků začíná obvykle na 5 m, je možnost složit rotor nutností. V některých případech mají některé stroje také sklápěcí ocas s vyrovnávacím rotorem, z důvodu úspory místa na palubě, či v hangáru.

## Palubní korvertoplány

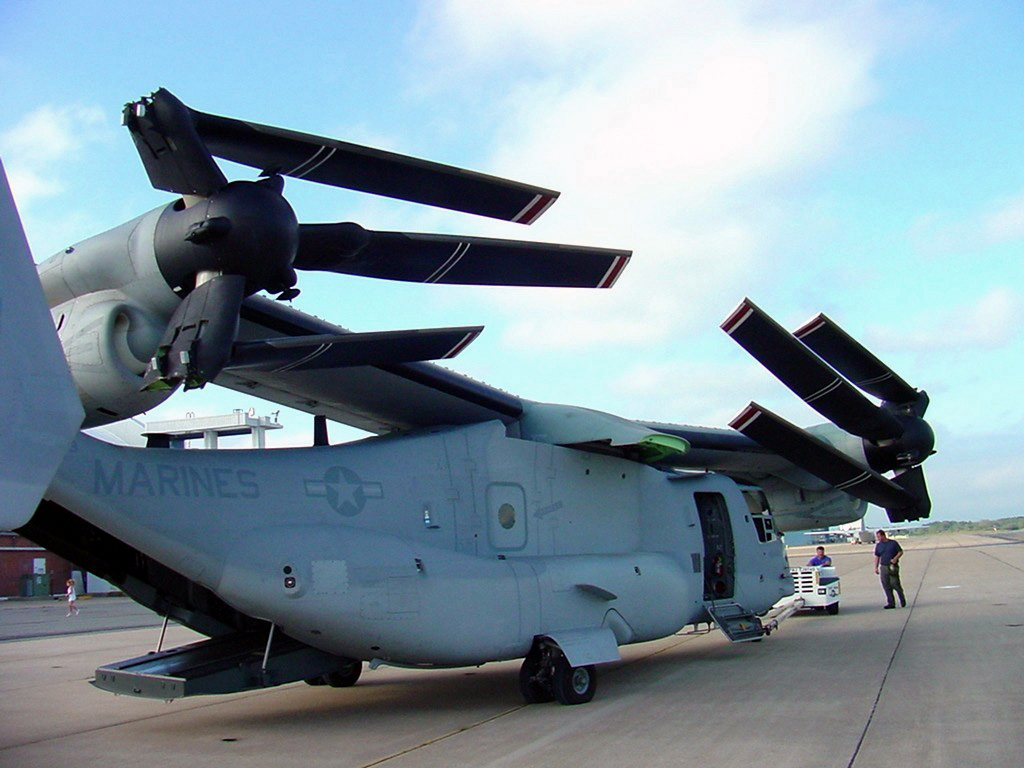
V-22 Osprey ve složeném stavu

Zatím jediným námořním palubním korvertoplánem je V-22 Osprey, jeho konstrukce vyžaduje složitější řešení, proto v tomto případě při skládání letounu, aby zabral nejméně místa, dojde ke složení listů rotorů a následně k překlopení křídla do roviny s trupem letounu.

## Velké dopravní letouny
V poslední době se sklopné křídlo uplatňuje také u velkých dopravních letadel. V těchto případech nejde přímo o úsporu prostoru, ale o řešení praktických situací, kdy některá letiště nejsou uzpůsobena pro provoz tak velkých (širokých) letadel, jak z důvodů pojezdu na letové dráze, tak z důvodů schopnosti pojmout tak široké letouny do hangáru. Z těchto důvodů velké dopravní letouny umožňují sklopit přibližně poslední třetinu křídla. Jedním z takových strojů je například Boeing 777.

## Lehké letouny

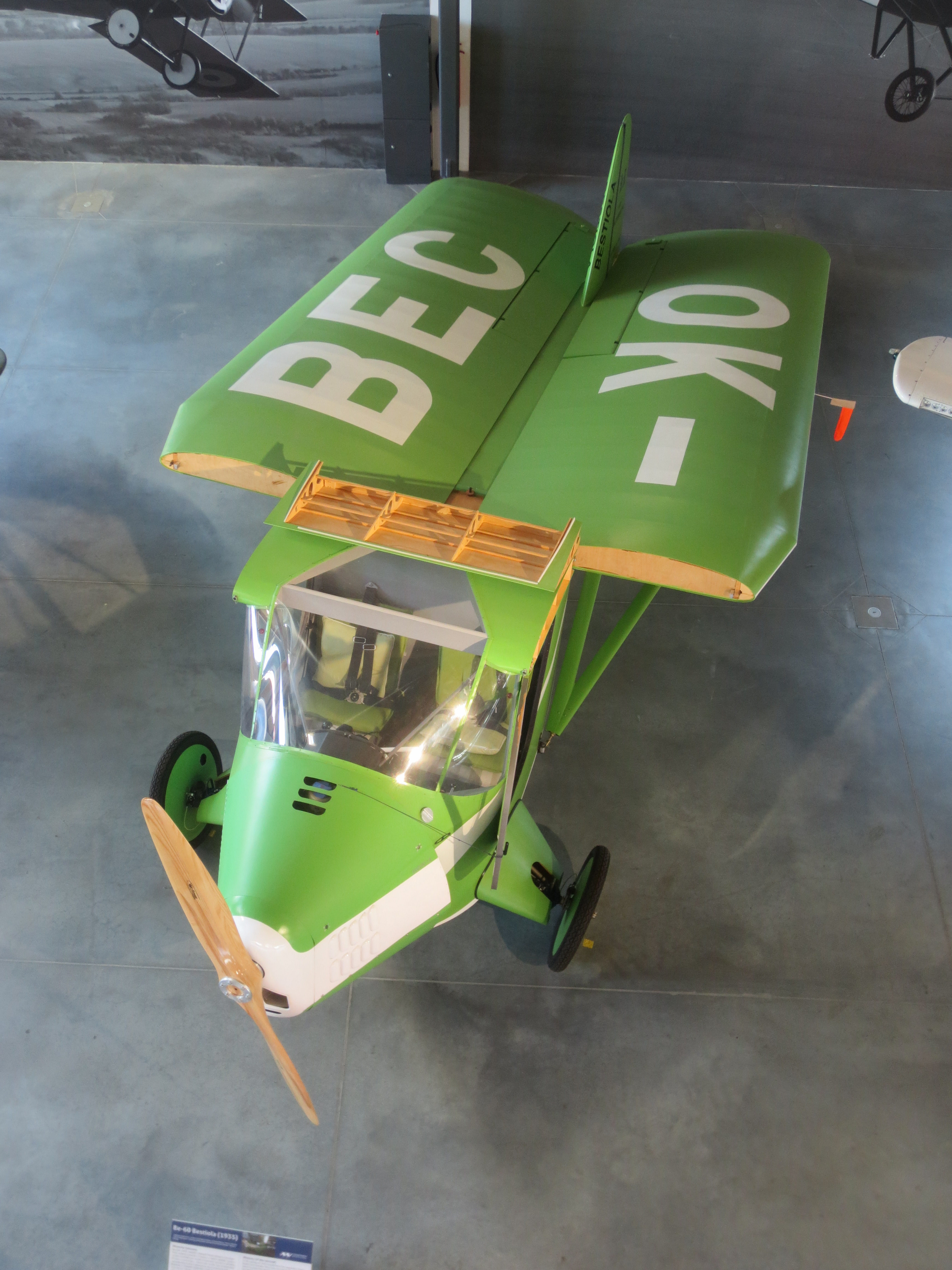
Be-60 Bestiola se složenými křídly, replika v Leteckém muzeu Metoděje Vlacha v Mladé Boleslavi

V 20. a 30. letech 20. století se sklápění křídel uplatnilo také u některých lehkých sportovních a turistických letounů. Cílem bylo především zmenšit nároky na hangárovací plochu a tím snížit provozní náklady aeroklubů i privátních vlastníků.

## Námořní palubní letouny v aktivní službě se sklopným křídlem

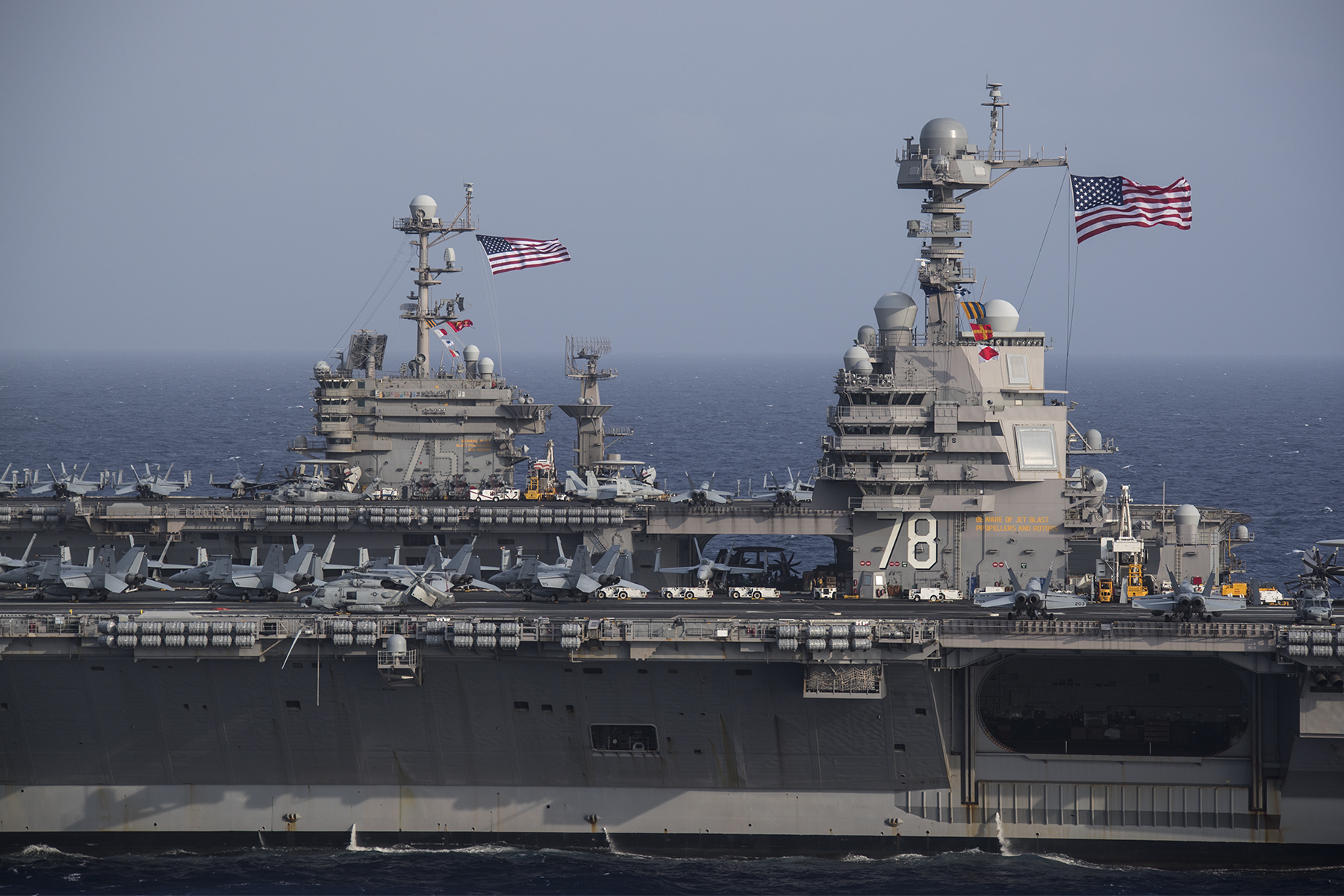
Letadla na letadlových lodích CVN-78 a CVN-75

- F/A-18 Hornet
- F/A-18E/F Super Hornet
- F-35 Lightning II
- Rafale M
- Su-33
- E-2 Hawkeye
- C-2 Greyhound
- V-22 Osprey
- SH-60 Seahawk